# Стефан Стенцель
Стефан Стенцель (пол. Stefan Stenzel; 29 лютого 1884, Коломия, Австро-Угорщина — 31 березня 1942, Янгіюль) — коломийський та львівський фармацевт, підприємець, жертва радянських депортацій.

## Життєпис
Народився Стефан Стенцель 29 лютого 1884 року в Коломиї, в родині провідного фармацевта Едварда Стенцеля.
Упродовж 1895—1901 років навчався в Коломийській цісарсько-королівській ґімназії. Далі вступив на хімічний відділ філософського факультету Львівського університету Франца I, по закінченню якого отримує освітній ступінь магістра фармації. Там само, під керівництвом професора Броніслава Радзишевського, захистив дисертацію на тему «Про конденсацію бензолу з альдегідами орто- і метатолуолами». Імовірно, за цю дисертацію у Львівському університеті Стефан Стенцель отримав науковий ступінь доктора філософії у 1908 році, про що засвідчила газета «Gazeta Lwowska» за 14 червня 1908 року. В університеті він працював як «стипендист» у хімічній лабораторії навчального закладу.
Рішенням Окружного суду міста Коломиї за 8 червня 1911 року офіційно успадкував аптеку свого батька Едварда, який помер роком раніше, поблизу міської ратуші на теперішній площі Тараса Шевченка. У грудні 1913 року став заступником голови католицького фонду допомоги «Wyłom» у Коломиї. Також у час перебування в рідному місті д-р Стенцель був членом Татранського товариства, а також «звичайним членом» Товариства народних шкіл.

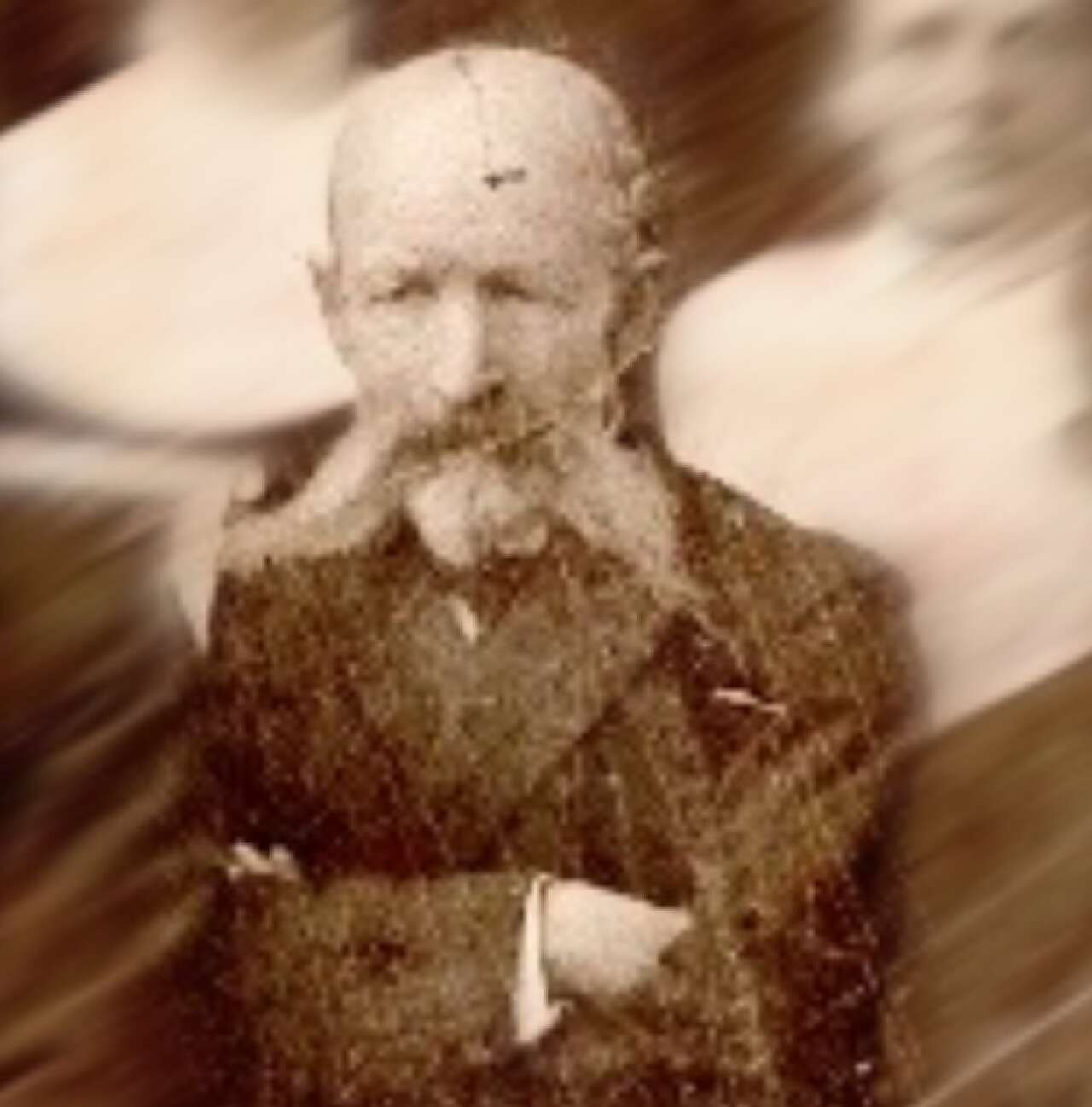
Стефан Стенцель. Портрет зі світлини діячів Червоного Хреста в Коломиї у 1915 році

Під час першої світової війни д-р Стенцель фігурує у спогадах Ядвіги, доньки власника фабрики дахівок Антона Віммера. Було це влітку 1917 року, коли російські військовики-мародери, втікаючі з Коломиї, спалили дерев'яну віллу Антона Віммера на сучасній вулиці А. Чайковського. Тоді Стефан Стенцель, дядько Ядвіги, прихистив на якийсь час родину підприємця у будинку аптеки. Маленькій Ядзі запам'ятався момент виготовлення фармацевтом льодяників від кашлю: на довгий стіл, оббитий бляхою, Стенцель виливав густий сироп медового кольору, відтак, коли сироп застигав, розрізав його на невеличкі кубики, роблячи ножем сітку. Ці льодяники здавалися дитині дуже смачними. Під час війни його аптека не постраждала від російських військових-мародерів, про що засвідчила німецькомовна газета «Pharmaceutische Post» за 25 серпня 1917 року.
Залишаючись власником аптеки у Коломиї, 1919 року Стефан Стенцель перебирається до Львова, де викупляє аптеку на вул. Гетьманській (нинішній проспект Свободи), 8 у Антонія Юзефа Гроблевського. Згодом Стефан Стенцель переніс її до новозбудованого будинку Шпрехера на площі Мар'яцькій у березні 1922 року. Генрик Заремба виконав проєкт інтер'єру нової аптеки у стилі неоампір та необідермаєр. На першому поверсі аптеки Стенцеля виготовляли та продавали ліки, на другому — мешкала родина власника. Згодом Стенцель з сім'єю переїхав у віллу на теперішній вул. Коновальця, 100.
У травні 1922 року став членом Аптекарської палати Східної Малопольщі. Наприкінці 1920-х років був разом із д-ром Отмаром Тенецьким секретарем цього товариства.
У лютому 1929 року увійшов до керівного складу так званих «трудових судів».
Стефан Стенцель добре знався на виготовленні косметичних кремів та інших засобів для догляду за шкірою. Хітом Стефана Стенцеля став і запатентований крем для обличчя «Benigninа», призначений для усунення небажаного у ті часи ластовиння й засмаги і був на момент відкриття львівської аптеки популярним, оскільки його створив Едвард Стенцель, батько Стефана. Засіб продавався в невеликих прикрашених порцелянових посудинах. Стенцель вперше у Львові відокремив рецептурний відділ аптеки від безрецептурного, як це робили в Європі для зручності відвідувачів.
У львівській газеті «Правда» за 1 травня 1938 року повідомлялося, що у помешканні Стенцля злодії викрали «столове накриття і футро вартости 9.020 зол.»
У 1940 році Стефана Стенцеля разом із родиною було депортовано з Коломиї до Казахстану, а аптеки в Коломиї та Львові націоналізували. Коли після двох років перебування в Казахстані він почув про формування армії генерала Андерса, то приєднався до неї, де й очолив Центральне медзабезпечення. На жаль, через кілька днів внаслідок сильного виснаження він захворів на тиф і помер. Похований на військовому цвинтарі в місті Янгіюль в Узбекистані.

## Автомобільне хобі
Почав цікавиться доктор Стенцель автомобілями ще перебуваючи у його рідному місті: він повідомив  в оголошенні газети «Czas» за 1 серпня 1914 року, що в травні здійснив тур Коломия-Відень через Доломіти, Боцен (Мендола Тонале), Мілан, Геную, Ніццу (Коль де Варс, Лауре), Женеву, Берн, Шаффгаузен, Мюнхен, Нюрнберг, Прагу на автомобілі Benz.
Деякий час Стефан Стенцель мав виключне право на продаж автомобілів концерну Mercedes. У жовтні 1925 року став учасником оглядового рейду Малопольського автомобільного клубу, а наприкінці 1920-х років був членом спортивного комітету цього ж клубу. У червні 1927 року взяв участь у Першій загальнопольській спортивній виставці у Львові, де представив рідину, яка автоматично вулканізувала пневматичні дефекти під час руху автомобіля.

## Особисте життя
14 листопада 1908 року аптекар одружився з Софією Семкович, донькою відомого польського галицького історика та педагога Александера Семковича. Вінчання відбулося у костелі Святого Миколая. У подружжя народилося двоє дітей: 
- Софія Стенцель народилася в Коломиї 23 березня 1910 року, навчалася в Краківській академії образотворчих мистецтв й після закінчення цього навчального закладу мешкала у Кракові[31]. У травні 1946 року стала свідком студентських протестів, приурочених до Національного свята Третього травня, та їхнього придушення із затриманнями всіх учасників[32]. Померла Софія Стенцель у 1988 році[1];
- Яніна (1916-1997)[1].

## Збереження львівської аптеки

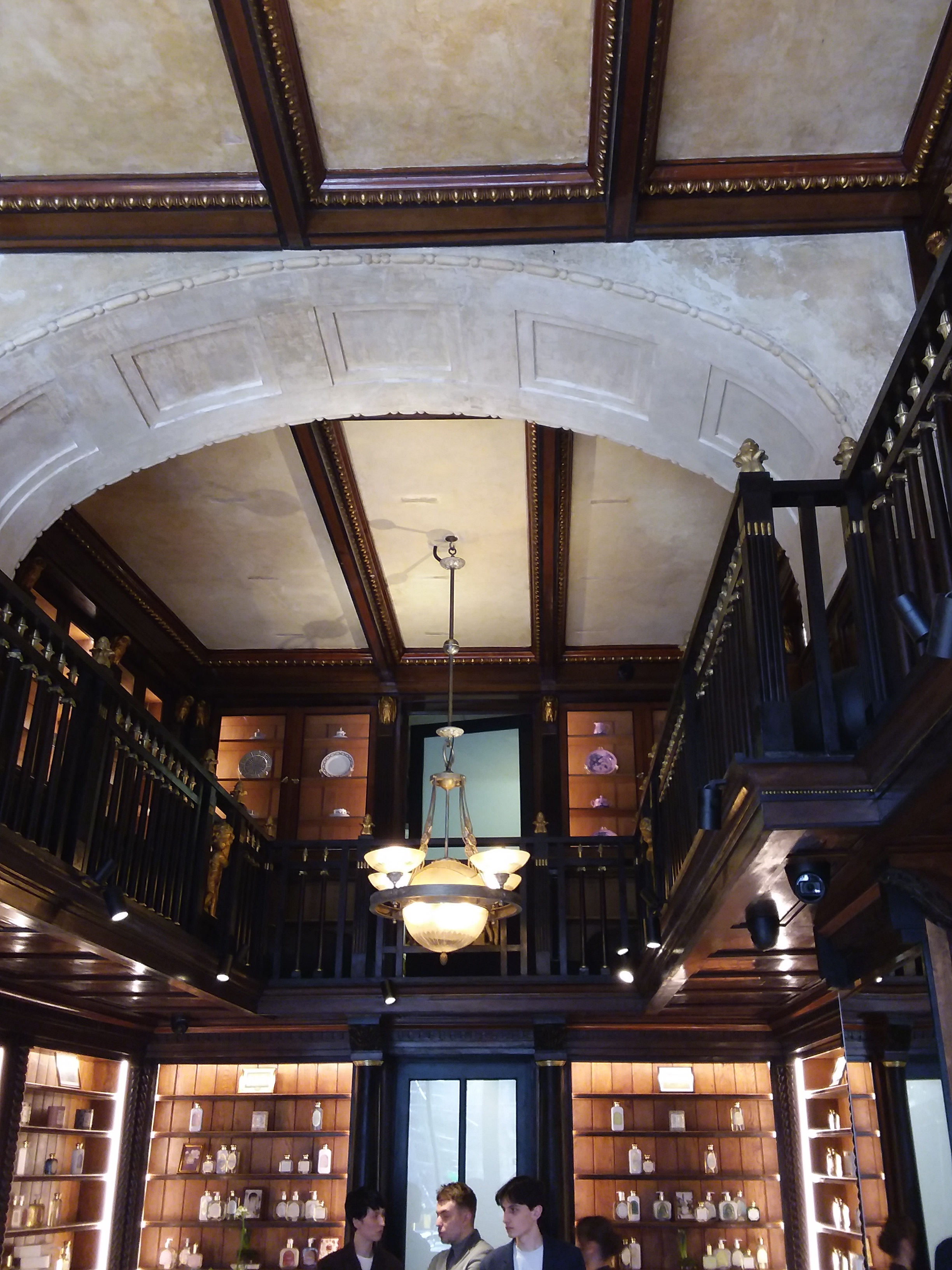
Сучасний інтер'єр давньої львівської аптеки Стенцеля (2025)

У радянський час і в перші роки незалежності України «Аптека на Марійській площі» була головною гомеопатичною аптекою Львова, водночас мала окремий гомеопатичний відділ, який працював на п'ять областей західного регіону, але аптека зберегла свій автентичний вигляд. У 2019 році «Аптека на Марійській площі» входила до мережі аптек D.S., завдяки чому тут було відреставровано багато історичних елементів, але 2022 року зачинилася через дорогу оренду.
1 березня 2025 року на місці давньої аптеки зусиллями та за кошт компанії Symbol було залучено реставраторів та здійснено ґрунтовну реставрацію аптеки, включаючи кожну деталь меблів, а також комунікацій і навіть відновлено автентичну стелю. 
Зараз тут відкрився заклад, де реалізують косметику та іншу продукцію для здоров'я та краси «Symbol Stenzel», названу так на честь Стефана Стенцеля, яка повністю відроджує первинний функціонал історичної аптеки.